# Chironomus latus
Chironomus latus är en tvåvingeart som först beskrevs av Rasmus Carl Staeger 1839.  Chironomus latus ingår i släktet Chironomus och familjen fjädermyggor.
Artens utbredningsområde är Danmark. Inga underarter finns listade i Catalogue of Life.